# Бозаров, Хайрулло Хайитбаевич
Хайрулло Хайитбаевич Бозаров (узб. Xayrullo Xayitbaevich Bozarov; род. 16 января 1976, Чартакский район, Наманганская область, Узбекская ССР, СССР) — узбекский экономист и государственный деятель, хоким Наманганской области с 2015 по 2020 год. С 25 сентября 2020 года хоким Ферганской области. Член Сената Олий Мажлиса Республики Узбекистан II, III, IV созыва. член Уз. ЛиДеП

## Биография
Хайрулло Бозаров родился 16 января 1976 года в Чартакском районе Наманганской области. Окончил среднюю школу № 9 в Чартакском районе. В 1997 году окончил Наманганский индустриально-технологический институт (нынешний Наманганский инженерно-строительный институт) по специальности экономист-менеджер. 
С 1995 по 2005 года был главным инспектором, начальником отдела, заместителем начальника и начальником государственной налоговой инспекции города Наманган. С 2005 по 2007 года занимал должности главного специалиста и руководителя информационно-аналитической группы хокимията Наманганской области. 2007-2008 — заместитель хокима Наманганской области по вопросам экономики и социального развития  С 2008 по 2009 года был хокимом Учкурганского района Наманганской области. С 2009 по 2014 года — хоким Чустского района Наманганской области. В 2014-2015 годах занимал пост хокима Мингбулокского района Наманганской области.
В 2015 году назначен хокимом Наманганской области. С 25 сентября 2020 года является хокимом Ферганской области.
В 2010 году избран в Сенат Олий Мажлиса Республики Узбекистан, а в 2015 году вновь избран в Сенат Олий Мажлиса Республики Узбекистан. В 2020 году снова избран в Сенат Олий Мажлиса Республики Узбекистан. Член Комитета Сената по вопросам информационной политики и обеспечения открытости в государственных органах.

## Награды
- 25 августа 2010 года Указом Президента Узбекистана награжден[6] орденом «Дустлик»
- 29 августа 2020 года Указом Президента Узбекистана удостоен[7] почетным званием «Заслуженный экономист Республики Узбекистан».
- В декабре 2020 года получил[8] нагрудной знак «Маданият ва санъат фидокори» за вклад в развитие культуры и искусства в стране.
- 25 декабря 2021 года на церемонии UZ Football Awards удостоился [9]награды Ассоциации футбола Узбекистана в номинации «За вклад в развитие футбола»
- 23 декабря 2024 года Указом Президента Кыргызской Республики награждён Орденом «Данк»[10][11].